# The Gaslamp Killer

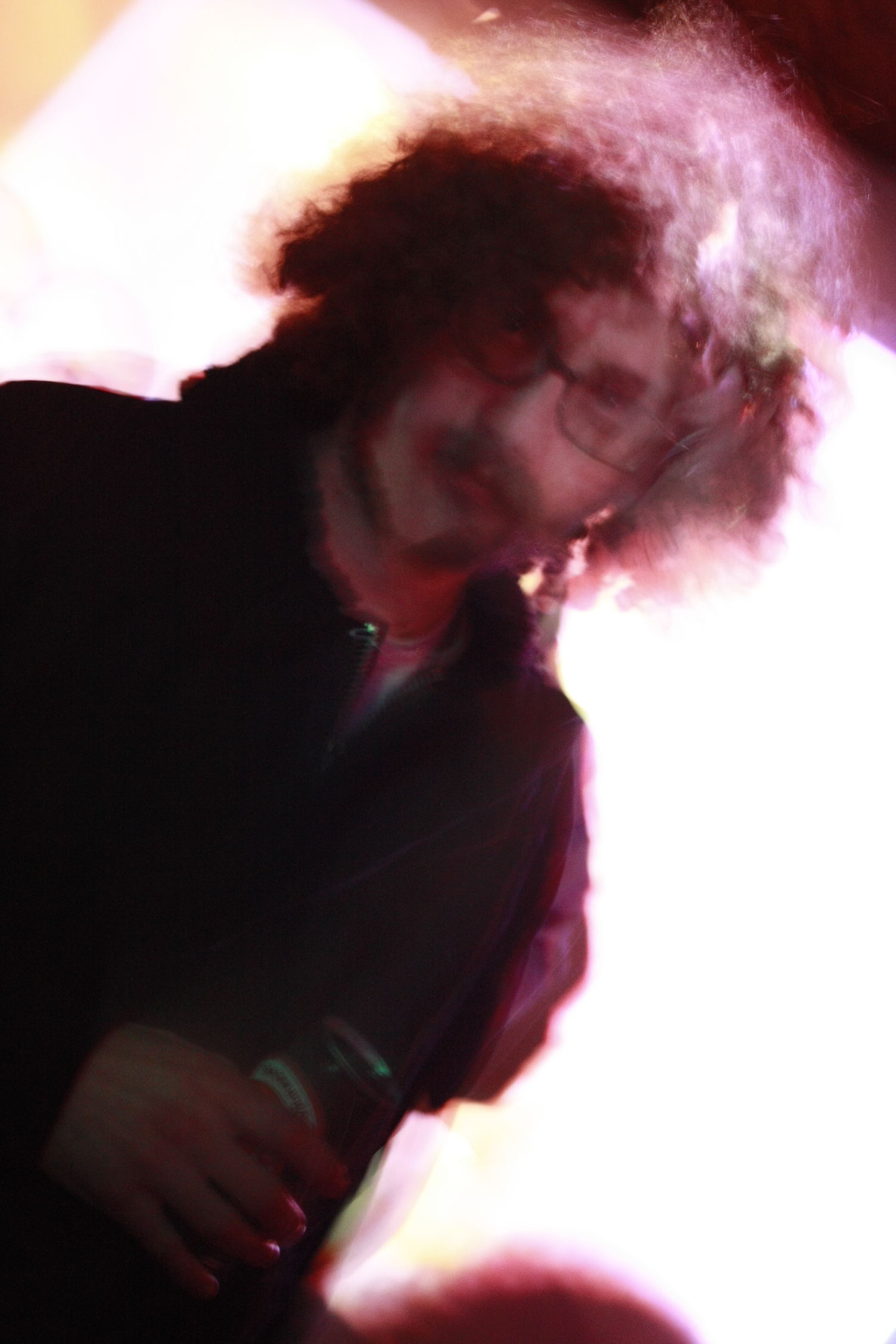
The Gaslamp Killer in Los Angeles, 2009

The Gaslamp Killer (bürgerlich William Benjamin Bensussen, geboren am 7. November 1982) ist ein amerikanischer DJ und Produzent von Hip-Hop und elektronischer Musik. Seiner Musik werden Einflüsse von Psychedelik, Weltmusik und Dubstep zugeschrieben.

## Leben und Laufbahn
Bensussen wuchs im kalifornischen San Diego auf und entstammt einer jüdischen Familie türkisch/libanesisch/litauischen Ursprungs. Seinen Künstlernamen wählte er in Anlehnung an das Gaslamp Quarter seiner Heimatstadt, in dem er erste Gehversuche als DJ unternahm.
Als Jugendlicher war er Stammgast auf diversen Raves in San Diego und sammelte Erfahrungen mit Drogen, die ihn mehrfach in Konflikt mit der Polizei brachten. Wegen seines Verhaltens wurde er schließlich der High School verwiesen. Aufgrund der Drohung seiner Eltern, ihn in ein Kibbutz in Israel zu schicken, stellte er sein ausschweifendes Leben schließlich ein. Dennoch blieb er weiter in der Musikszene aktiv und arbeitete nebenbei in Plattenläden und legte selbst eine umfangreiche Plattensammlung an. Nach dem erfolgreichen Schulabschluss zog er zunächst nach San Francisco, dann nach Los Angeles.
In Los Angeles wurde er Bestandteil der aufstrebenden DJ- und Produzenten-Szene um Flying Lotus, die sich zunächst um die wöchentliche Clubnacht Low End Theory (benannt nach dem Album The Low End Theory von A Tribe Called Quest) zentrierte. Flying Lotus nahm ihn schließlich auch für sein Label Brainfeeder unter Vertrag. Die Ästhetik der Musik von The Gaslamp Killer war in dieser Zeit stark vom Gefühl geprägt, ein Nerd und Outsider zu sein.
Ein prägendes Erlebnis für The Gaslamp Killer war der unerwartete Tod seines Bruders in Israel im März 2010, von dem er erfuhr, während er auf Tournee in Australien war. In der Folgezeit dieses Ereignisses schottete er sich von seiner Umgebung ab und konzentrierte sich nur noch auf seine Arbeit. Gleichzeitig lebten aber auch seine Probleme mit Alkohol und anderen Drogen wieder auf, bis er sich schließlich eine Zeitlang bewusst für die Abstinenz entschied. In dieser Periode produzierte er sein Debütalbum Breakthrough, das schließlich im Jahr 2012 erschien.
Im Juli 2013 erlitt The Gaslamp Killer einen schweren Unfall mit seinem Motorroller, bei dem er wegen innerer Blutungen fast ums Leben kam. In der Folge musste seine Milz entfernt werden. Gegen den Rat seiner Ärzte nahm er nur wenige Wochen später die Arbeit wieder auf. Im November des gleichen Jahres nahm er mit der vierzehnköpfigen Band The Gaslamp Killer Experience in Los Angeles ein Live-Album auf, das im April 2015 veröffentlicht wurde.

## Musik
El-P beschrieb Breakthrough, das erste Album von The Gaslamp Killer, als eines der ersten zeitgenössischen elektronischen Alben, das sich nicht elektronisch anhöre. Die Songideen könnten nur von einem Produzenten stammen, der sich für viele Jahre auf das Psychedelische spezialisiert habe. Der Allmusic Guide betont zudem den Einfluss von Dubstep und Weltmusik auf die Hip-Hop-Beats des Produzenten.
Seit Breakthrough arbeitet The Gaslamp Killer auch mit echten Instrumentalisten zusammen; Nate Patrin hebt dabei in seiner Pitchfork-Rezension des Debütalbums besonders die Energie des Live-Schlagzeugs lobend hervor und bewertet die Veröffentlichung mit 7,7 von zehn Punkten. Weniger positiv fiel die Einschätzung von Paul MacInnes im Guardian aus, der drei von fünf Sternen verlieh. MacInnes bezeichnete das Album als kraftvoll und hypnotisch, kritisierte aber, dass sich sein Sound inzwischen bekannt anhöre und für einen Vorreiter der Musikszene von Los Angeles „organisch“ und „retro“ wirke. Mehrere Rezensenten heben den Einfluss der türkischen Musik auf The Gaslamp Killer als stilbildend hervor.
The Gaslamp Killer Experience: Live in Los Angeles führte gegenüber Breakthrough die Entwicklung hin zur Live-Instrumentierung noch weiter: Mithilfe von vierzehn Musikern aus Los Angeles versuchte The Gaslamp Killer auf diesem Album, seine Kompositionen als Musik einer ganzen Band umzusetzen. Jason Newman hob im Rolling Stone dabei besonders den Track Apparitions hervor, der statt der nur halb so langen ruhigen Originalversion ein „frenetisches Crescendo“ auf die Bühne bringe.
The Gaslamp Killer nennt unter den musikalischen Bezügen, die einen wichtigen Einfluss auf ihn haben diverse Alben italienischer Library Music. Unter diesen hebt er das 1975 auf dem Plattenlabel Fonit veröffentlichte Album Antico E Moderno von Mario Molino besonders hervor.

## Diskografie

### Alben
- 2012: Breakthrough
- 2016: Instrumentalepathy
- 2020: Hearth Math
- 2023: Legna (mit The Heliocentrics)
- 2024: Ananda (mit Jason Wool)

### Live-Alben
- 2014: The Gaslamp Killer Experience: Live in Los Angeles

### EPs
- 2008: The Killer Robots (mit Free the Robots)
- 2009: Break Stuff
- 2009: My Troubled Mind
- 2010: Death Gate

### Singles (Auswahl)
- 2012: Nissim (mit Amir Yaghmai)
- 2016: Warm Wind (Frimpong) (mit Amir Yaghmai)
- 2016: Shred You To Bits

## Belege
1. 1 2  Joshua Glazer: Gaslamp Killer at the center of the L.A. beat, Los Angeles Times am 20. November 2010, gesehen am 21. November 2015
2. ↑  eigene Angabe auf Facebook, 7. November 2014, gesehen am 21. November 2015
3. ↑  John Lewis: The Gaslamp Killer: A bright spark hits the decks, metro.co.uk, 18. Oktober 2010, gesehen am 22. November 2015
4. 1 2 3 4 5  Jeff Weiss: The Gaslamp Killer Confronts Tragedy and Finds His Way Forward, LA Weekly am 27. September 2012, gesehen am 22. November 2015
5. ↑  Jeff Weiss: The Gaslamp Killer's Near-Death Account, LA Weekly, 17. Juli 2013, gesehen am 22. November 2015
6. 1 2  Jason Newman: After Near-Fatal Accident, Gaslamp Killer Returns With New Live Album, Rolling Stone, 8. April 2015, gesehen am 22. November 2015
7. 1 2  Allmusic, gesehen am 22. November 2015
8. ↑  Nate Patrin auf Pitchfork, 19. September 2012, gesehen am 22. November 2015
9. ↑  Paul MacInnes: The Gaslamp Killer: Breakthrough – review, theguardian.com, 13. September 2012, gesehen am 22. November 2015
10. ↑  Fuse: The Gaslamp Killer - Crate Diggers - Fuse auf YouTube, 2. Oktober 2013, abgerufen am 25. Februar 2024 (Laufzeit: 17:54 min).
11. ↑  Fuse: The Gaslamp Killer - Crate Diggers - Fuse (ab 0:06:00) auf YouTube, 2. Oktober 2013, abgerufen am 25. Februar 2024 (Laufzeit: 17:54 min).

| Personendaten    | Personendaten                                                        |
| ---------------- | -------------------------------------------------------------------- |
| NAME             | The Gaslamp Killer                                                   |
| ALTERNATIVNAMEN  | Bensussen, William Benjamin (wirklicher Name)                        |
| KURZBESCHREIBUNG | amerikanischer Produzent von Hip-Hop und elektronischer Musik und DJ |
| GEBURTSDATUM     | 7. November 1982                                                     |